# Бологовка
Бологовка (укр. Бологівка) — село,
Каменский сельский совет,
Двуречанский район,
Харьковская область.
Код КОАТУУ — 6321881502. Население по переписи 2001 года составляет 80 (38/42 м/ж) человек.

## Географическое положение
Село Бологовка находится в балке Бубровая, возле урочища Зеленый Гай, в 2-х км от границы с Россией, в 2-х км от села Лупачевка (нежилое).
Раньше село было административным центром сельского совета.

## История
- 1863 — дата первого упоминания[1].

## Достопримечательности
- Братская могила советских воинов.